# Sonata para piano n.º 5 (Beethoven)
Sonata para piano  Nº5, em Dó menor, opus 10, nº1 de Beethoven, escrita em c.1796, é a quinta sonata que Beethoven compôs. Publicada em Viena, em 1798 é uma composição curta, em três movimentos. Próxima à Sonata Pathétique, com o primeiro e o último movimento em Dó menor, ambas possuem o espírito tempestuoso e apaixonado que se associa a esta tonalidade; assim como ambas possuem o segundo movimento mais longo; este em Lá bemol maior, e como na Pathétique mantendo um andamento muito calmo, profundo e ricamente orquestrado; e a semalhança do finale em ambas com as pausas repentinas, além de uma textura  pianística cheia. É em tonalidade e nas marcações do tempo que elas se parecem mais, e não ao material temático. Esta sonata e as outras duas que seguem do opus 10 são dedicadas à condessa Anna Margarete von Browne, cujo esposo, o Conde Johann Georg von Browne, era o principal cliente de Beethoven durante os anos de 1797 a 1803.

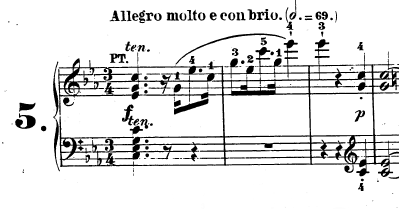
Allegro molto e com brio: Primeiro movimento.

O primeiro movimento, Allegro molto e con brio, tem no tema principal uma mistura de energia com hesitação. As frases são muito curtas, e o material temático num primeiro momento parece ser errático e sem conexão. Um acorde para definir a tonalidade de dó menor inicia o movimento, seguido de um arpejo quebrado com notas pontuadas. Depois acordes em piano. O primeiro movimento inicia com o que se pode chamar de fragmentos. É verdade que esses mesmos fragmentos vão formar o desenvolvimento da sonata. O segundo tema é a parte mais consistente e melódica desse primeiro movimento, que se acaba de uma maneira bem Beethoveniana, com um diminuindo na parte grave do piano e dois acordes súbitos em fortissimo, como que acordando o ouvinte.

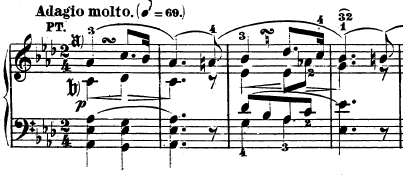
Adagio molto: Segundo movimento.

O segundo movimento, Adagio molto, em Lá bemol maior traz algumas características do primeiro, como a ênfase em motivos com notas pontuadas e frases curtas. A dificuldade vem na execução dos ornamentos e passagens "improvisadas". Beethoven, grande improvisador, usa de seu talento para criar melodias novas dentro da estrutura de frases curtas desse movimento.

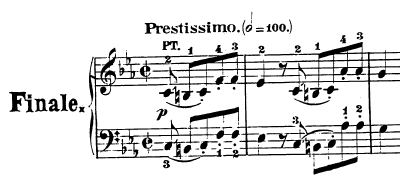
Prestissimo: Terceiro movimento.

O movimento final, Finale Prestissimo, é bem curto e energético, seguindo a forma-sonata. O primeiro tema é apresentado com um motivo rítmico em semicolcheias. Este motivo é repetido três vezes, cada vez em um registro mais agudo, com as notas em oitavas. O segundo tema é um pouco mais calmo, mais melódico, acompanhado de alguns acordes. O interessante desse final é justamente o fim. Beethoven dá aquela parada no andamento e energia, para depois voltar com tudo e encerrar a sonata.
| Sonata para Piano No. 5             |                            |
|                                     |                            |
| Composições de Ludwig van Beethoven |                            |
| Apelido:                            | Nenhum                     |
| Forma:                              | Sonata para piano          |
| Tonalidade - Compasso:              | Dó menor - 3/4             |
| Movimentos                          | 3                          |
| Data da composição:                 | 1795-8                     |
| Número da composição:               | Op. 10 nº 1                |
| Andamentos                          |                            |
| Primeiro Movimento                  | Allegro molto e com brio'' |
| Segundo Movimento                   | Adagio molto               |
| Terceiro Movimento                  | Prestissimo                |

## Outras fontes
- Schlosser, Johann Aloys. : "Ludwig van Beethoven", (Prague, 1827); traduzido para (em inglês), 1996, "Beethoven: the First Biography", Amadeus Press, Portland, 2003. ISBN 1574670069
- Complete Piano Sonatas: in two volumes by Ludwig van Beethoven, Heinrich Schenker, Carl Schachter. Contributor Carl Schachter. Published by Courier Dover Publications, 1975. ISBN 0486231348
- BERBER,  comentários sobre Sonata Op. 13. Extraído do "blog" do fórum musical "Presto", do portal bizhat.com publicado com permissão do autor. Acesso em: 12 de junho de 2007.